# Anna Frebel
Anna Frebel (née en 1980 à Berlin) est une astronome et astrophysicienne allemande. Elle travaille à la découverte des étoiles les plus anciennes de l'univers.

## Biographie
Anna Frebel grandit à Göttingen, en Allemagne. Après son Abitur, elle entreprend des études de physique à l'université de Fribourg-en-Brisgau. Elle poursuit ses études en Australie où elle obtient un master en physique théorique puis un doctorat à l'observatoire du Mont Stromlo de l'université nationale australienne à Canberra. Grâce à une bourse postdoctorale WJ McDonald, elle poursuit ses études à l'Université du Texas à Austin en 2006.
De 2009 à 2011, elle est boursière postdoctorale Clay au Harvard-Smithsonian Center for Astrophysics à Cambridge (Massachusetts). En 2012, elle devient professeure adjointe de physique au Massachusetts Institute of Technology. Depuis 2017, elle y est professeure associée.
En 2020-21, elle est chercheuse invitée au Collège scientifique de Berlin.

## Découvertes
En 2005, Anna Frebel participe à la découverte de l'étoile HE 1327-2326, qui est l'étoile connue la plus pauvre en fer. En 2007, elle découvre également l'étoile géante rouge HE 1523-0901, âgée d'environ 13,2 milliards d'années.
En 2019, elle et ses collègues mettent en évidence des concentrations de zinc relativement élevées (environ 80% de la teneur en fer) dans HE 1327-2326 grâce aux observations du Cosmic Origins Spectrograph (en) du télescope spatial Hubble.

## Prix et récompenses
- 2007 : Prix Charlene Heisler du meilleur doctorat en astronomie en 2006 en Australie[5]
- 2009 : Présentation d'ouverture XLAB Science Festival, Göttingen
- 2009 : Prix Ludwig Biermann (de) (prix du jeune astronome) de la Société allemande d'astronomie
- 2010 : Prix d'astronomie Annie J. Cannon de l'Union américaine d'astronomie[6]
- 2010 : Lise Meitner Lecturer, Göttingen[7],[8] et Innsbruck
- 2011 : Kavli Frontiers of Science Fellow, Académie nationale des sciences